# 廖建順
廖建順出生於台東的水彩畫家，畢生奉獻美術教育工作四十餘年，首創奈米靈動油畫創作，以奈米智慧靈動意境文創藝術。 

廖建順個人是台中市第一位榮獲美術資優特教之教師合格證書的教師，溯自台中市立五權國中美術老師退休後，曾任大明高級中學美術老師，兼任文建會舉辦中小學老師研究班講師，文藝季美術家聯展，評審暨編輯委員，在台灣各項展會中，獲獎無數，並於2009年4月，受邀參予NP0法人亞細亞台灣總會在日本京都市立美術館，舉辦台日文化藝術交流展，頗受好評，亦曾多次舉辦個人展覽，皆以奈米靈動文創油畫為作品主軸，多方進行國際文化交流兩岸文創藝術彰顯台灣獨特藝術風格。

## 資歷
- 2011年唐門文化藝術學會系書長，藝術總監
- 台中市立五權國中退休教師
- 2001年登記合格美術資優特教教師證
- 1982年榮獲當選全國優良經濟建設教師（金輪獎）
- 合格美術家資優特教教師證
- 1983年台灣省教學熱心輔導貢獻良多，獲得優良教育人員（輔導獎）兒童美術資優生教育中心
- 1989年榮獲中華民國工藝教育學會績優人員獎
- 文藝季台東地方美術家聯展敦聘評鑑及編輯委員
- 文建會托台東縣辦理（中國傳統技藝羽毛畫研究班）講師
- 1994年熱心工藝教育卓著績優經評為優良教育人員
- 台灣羽毛繪畫研究中心
- 台灣醒心靈藝術研究中心
- 圓光靈動文創油畫創辦人

## 歷年文藝活動
- 2009年日本京都市立美術館文化藝術展
- 2009年新竹縣（桐花開，創意來）藝術家美展
- 參加1985年當代美術家大展
- 曾舉辨台灣羽毛畫個展十餘次
- 協辦孝行獎頒獎典禮及海報，邀請卡設計製作曾指導學生參加學生美展榮獲多次第一名
- 參加台中市中華民國建國80年反共漫畫比賽榮獲社會組第一名